# Acritus tataricus
Acritus tataricus är en skalbaggsart som beskrevs av Edmund Reitter 1878. Acritus tataricus ingår i släktet Acritus och familjen stumpbaggar. Inga underarter finns listade i Catalogue of Life.